# Morisige Maszato
Morisige Maszato (森重 真人; Hepburn: Morishige Masato; Hirosima, Japán, 1987. május 17. –) japán labdarúgó, jelenleg az FC Tokió játékosa. Posztját tekintve belsővédő. A japán válogatottnak is tagja.

## Pályafutása

### Klubcsapatokban
2006-ban az Oita Trinita csapatában kezdte a pályafutását. Három év alatt 73 mérkőzésen lépett pályára és 5 góét szerzett. 2010-ben az FC Tokió együtteséhez igazolt, melynek színeiben több, mint 450 mérkőzésen lépett pályára.

## A válogatottban
2007-ben 3 mérkőzésen kapott lehetőséget a japán U20-as válogatottban. 2013 és 2017 között 41 mérkőzésen szerepelt a japán válogatottban és 2 gólt szerzett. Részt vett a 2008. évi nyári olimpiai játékokon, a 2014-es világbajnokságon és a 2015-ös Ázsia-kupán.

## Sikerei, díjai
Oita Trinita
- J.League kupa (1): 2008

FC Tokió
- Suruga Bank bajnokság (1): 2010
- J2 Liga (1): 2011
- Császári kupa (1): 2011
- J.League kupa (1): 2020

Japán
- EAFF kelet-ázsiai bajnokság (2): 2013, 2015

Egyéni
- A J League All Star (5): 2013, 2014, 2015, 2016, 2019